# Peek (cráter)

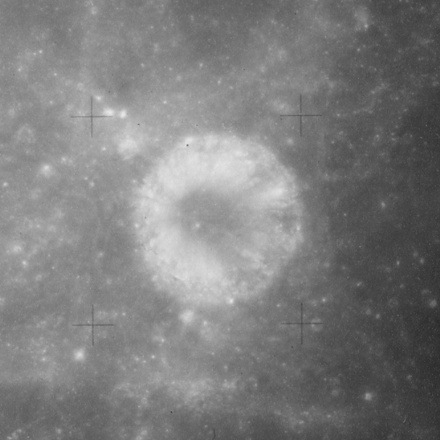
Fotografía de la misión Apolo 15

Peek es un pequeño cráter de impacto que se encuentra en la parte norte del Mare Smythii, cerca del limbo este de la Luna. Esta parte de la superficie lunar está sujeta a los efectos de la libración, y el cráter puede quedar oculto durante libraciones desfavorables. Pero incluso cuando es visible, el cráter aparece lateralmente, por lo que es difícil apreciar sus detalles desde la Tierra. Debido al escorzo, el cráter aparece cerca de Schubert, a pesar de que los dos distan entre sí unos 60 km. Se encuentra al sur-sureste del gran cráter Neper.
|  |

Este cráter en forma de cuenco es aproximadamente circular, con una pequeña plataforma interior en el centro de los taludes de las paredes interiores. El cráter tiene un albedo más alto que el mar lunar oscuro circundante, haciendo que aparezca ligeramente más brillante que el terreno adyacente. El cráter no ha sido erosionado significativamente por impactos posteriores.